# OR7D2
OR7D2 (англ. Olfactory receptor family 7 subfamily D member 2) – білок, який кодується однойменним геном, розташованим у людей на короткому плечі 19-ї хромосоми. Довжина поліпептидного ланцюга білка становить 312 амінокислот, а молекулярна маса — 34 747.
| 10         |  | 20         |  | 30         |  | 40         |  | 50         |
| ---------- |  | ---------- |  | ---------- |  | ---------- |  | ---------- |
| MEAGNQTGFL |  | EFILLGLSED |  | PELQPFIFGL |  | FLSMYLVTVL |  | GNLLIILAIS |
| SDSHLHTPMY |  | FFLSNLSWVD |  | ICFSTCIVPK |  | MLVNIQTENK |  | AISYMDCLTQ |
| VYFSMFFPIL |  | DTLLLTVMAY |  | DRFVAVCHPL |  | HYMIIMNPHL |  | CGLLVFVTWL |
| IGVMTSLLHI |  | SLMMHLIFCK |  | DFEIPHFFCE |  | LTYILQLACS |  | DTFLNSTLIY |
| FMTGVLGVFP |  | LLGIIFSYSR |  | IASSIRKMSS |  | SGGKQKALST |  | CGSHLSVVSL |
| FYGTGIGVHF |  | TSAVTHSSQK |  | ISVASVMYTV |  | VTPMLNPFIY |  | SLRNKDVKGA |
| LGSLLSRAAS |  | CL         |  |            |  |            |  |            |

A: Аланін

C: Цистеїн

D: Аспарагінова кислота

E: Глутамінова кислота

F: Фенілаланін

G: Гліцин

H: Гістидин

I: Ізолейцин

K: Лізин

L: Лейцин

M: Метіонін

N: Аспарагін

P: Пролін

Q: Глутамін

R: Аргінін

S: Серин

T: Треонін

V: Валін

W: Триптофан

Кодований геном білок за функціями належить до рецепторів, g-білокспряжених рецепторів, білків внутрішньоклітинного сигналінгу. 
Локалізований у клітинній мембрані, мембрані.